# Inga Sæland
Inga Sæland (født 3. august 1959 i Ólafsfjörður) er en islandsk jurist og politiker, der er grundlægger og leder af Folkets Parti.

## Barndom og uddannelse
Inga er datter af fisker Ástvaldur Einar Steinsson og husmoder Sigríður Sæland Jónsdóttir. Hun flyttede til Reykjavík i 1994, hvor hun tog en bachelorgrad i jura, og et sidefag i statskundskab fra Islands Universitet som den første blinde person i Island. Hun blev i 2007 landskendt som deltager i den islandske udgave af X Factor.

## Politisk karriere
Inga Sæland stiftede i 2016 Folkets Parti for at kæmpe for bedre vilkår for handicappede og andre udsatte grupper. Hun opstillede som spidskandidat for partiet i Sydkredsen ved altingsvalget 2017, og kom ind med et højt personligt stemmetal.
Hun er medlem af Islands delegation til Vestnordisk Råd.

## Privatliv
Inga er fraskilt. Hun har fire børn og fem børnebørn.